# Paolo Angelo Ballerini

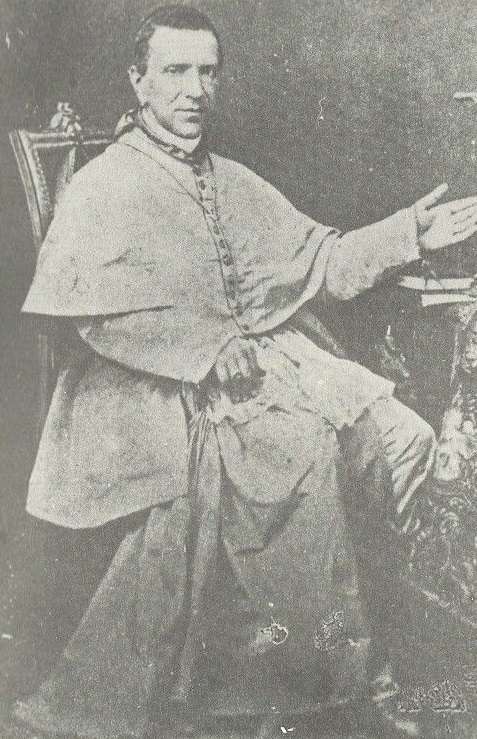
Patriarch Paolo Angelo Ballerini (Foto 1901)

Paolo Angelo Ballerini (* 14. September 1814 in Mailand; † 27. März 1897 in Seregno) war Erzbischof von Mailand und Lateinischer Patriarch von Alexandrien.

## Leben

Patriarchenwappen

Ballerini erhielt im Juli 1837 die Priesterweihe. 1857 wurde er Generalvikar des Erzbistums Mailand. Nachdem Erzbischof Bartolomeo Carlo Romilli 1858 einen Schlaganfall erlitt, übernahm er stellvertretende Funktionen.
Nach Romillis Tod ernannte ihn Papst Pius IX. am 20. Juni 1859 zum Erzbischof von Mailand. Die Mailänder Bevölkerung weigerte sich allerdings, ihn anzuerkennen, und wurde von der italienischen Regierung unterstützt. Die Bischofsweihe spendete ihm erst am 8. Dezember 1860 Carlo Caccia Dominioni, Weihbischof in Mailand. Auch in seiner achtjährigen Amtszeit führte Ballerini häufig Auseinandersetzungen mit der Bevölkerung, was an seiner kompromisslosen Ablehnung liberaler Reformen lag. Seit 1861 musste er im Priesterseminar von Monza im Exil leben.
Am 27. März 1867 legte er die Leitung des Erzbistums nieder und wurde Lateinischer Patriarch von Alexandrien. Da es sich hierbei um einen Ehrentitel handelte, lebte Ballerini von der Ernennung bis zu seinem Tod im nahe Mailand liegenden Seregno. Er nahm 1869 bis 1870 am Ersten Vatikanischen Konzil teil und unterstützte das Dogma der Päpstlichen Unfehlbarkeit. Ballerini starb 1897 im Alter von 82 Jahren.